# Смітс-Гроув (Кентуккі)
Смітс-Гроув (англ. Smiths Grove) — місто (англ. city) в США, в окрузі Воррен штату Кентуккі. Населення — 752 особи (2020).

## Географія
Смітс-Гроув розташований за координатами 37°3′1″ пн. ш. 86°12′29″ зх. д. / 37.05028° пн. ш. 86.20806° зх. д. (37.050205, -86.208076).  За даними Бюро перепису населення США в 2010 році місто мало площу 2,02 км², з яких 2,02 км² — суходіл та 0,00 км² — водойми.

## Демографія
Згідно з переписом 2010 року, у місті мешкало 714 осіб у 289 домогосподарствах у складі 191 родини. Густота населення становила 353 особи/км².  Було 320 помешкань (158/км²).
Расовий склад населення:
| - 85,7 % — білих - 10,4 % — чорних або афроамериканців - 0,7 % — азіатів - 0,1 % — вихідців з тихоокеанських островів - 0,1 % — корінних американців |

До двох чи більше рас належало 2,7 %. Частка іспаномовних становила 0,4 % від усіх жителів.
За віковим діапазоном населення розподілялося таким чином: 23,5 % — особи молодші 18 років, 59,6 % — особи у віці 18—64 років, 16,9 % — особи у віці 65 років та старші. Медіана віку мешканця становила 43,7 року. На 100 осіб жіночої статі у місті припадало 92,5 чоловіків;  на 100 жінок у віці від 18 років та старших — 88,9 чоловіків також старших 18 років.
Середній дохід на одне домашнє господарство  становив 56 955 доларів США (медіана — 48 125), а середній дохід на одну сім'ю — 61 343 долари (медіана — 57 500). Медіана доходів становила 38 229 доларів для чоловіків та 36 500 доларів для жінок. За межею бідності перебувало 21,0 % осіб, у тому числі 45,9 % дітей у віці до 18 років та 10,2 % осіб у віці 65 років та старших.
Цивільне працевлаштоване населення становило 408 осіб. Основні галузі зайнятості: освіта, охорона здоров'я та соціальна допомога — 26,5 %, роздрібна торгівля — 16,4 %, виробництво — 13,5 %.